# 太田莉菜
太田 莉菜（おおた りな、1988年1月11日 - ）は、日本のファッションモデル、女優。千葉県出身。エイジアクロス所属。元夫は俳優の松田龍平。

## 来歴
2001年、雑誌『ニコラ』の第4回読者モデルオーディションで新垣結衣らとともにグランプリを獲得。その後同誌のモデル（ニコモ）として活動する一方、他の雑誌などにも多く登場。モデル参加以外の出版物には、ファッションブランド『POU DOU DOU』とコラボレートし、初の編集長を務めた『hotikiss』、写真集形式のファッションブックとして『hotikiss2』（ともにprevision）がある。
資生堂、ソニー、アヲハタ（キユーピー）など多くのCMにも出演。高橋マリ子に代わり、江崎グリコ「ウォーターリングキスミントガム」のCMに起用された。
2004年公開の映画『69 sixty nine』でヒロインを演じ、女優としても活動を開始した。また同年、NHKの語学番組『ロシア語会話』の2004年4月 - 9月期を担当した。

## 人物
父親が日本人で母親がロシア人。幼少期に2年間モスクワで過ごす。喋れる言語は日本語、ロシア語、英語（現在も母親との会話はロシア語）。青山学院大学中退。歌手のステファニーとは友人関係にある。
自身の21歳の誕生日である2009年1月11日に俳優の松田龍平と結婚。同年7月4日に第1子となる女児を出産。2017年12月28日に離婚を発表した。
モデルとして気をつけていることは健康と睡眠。「体を壊してしまったら、良い動きや表情は作れないので寝不足も撮影に影響するので気をつけている」と以前雑誌のインタビューで述べている。しかし睡眠に関してはいつも夜更かしをしてしまい、なかなか守れていないと言う。女優として活動するにあたり、強い表現欲求が芽生えたのは出産や子育てによる休業の間だったと述べており、また、夫であった松田龍平など周囲の俳優の存在が大きかったという。

## 出演

### テレビドラマ
- GIRLFRIENDS（2007年4月29日 - 2008年2月3日、フジテレビ721） - 主演・藤崎ノエル 役
- 2クール 第8話（2008年5月24日、日本テレビ）
- ネオ・ウルトラQ 第5話（2013年2月9日、WOWOW） - メリ 役
- 私という運命について（2014年3月23日 - 4月20日、WOWOW） - 冬木沙織 役
- ロング・グッドバイ（2014年4月19日 - 5月17日、NHK） - 原田志津香 役
- ラブラブエイリアン（2016年7月14日 - 9月29日、フジテレビ） - 篠原さつき 役 [7]
- 世にも奇妙な物語 '16秋の特別編「車中の出来事」（2016年10月8日、フジテレビ） - 売り子 役
- ザンビ（2019年1月23日 - 3月28日、日本テレビ） - 宮川愛 役
- 家政夫のミタゾノ 第1話（2019年4月19日、テレビ朝日） - 丹波ユリア 役
- 来世ではちゃんとします（テレビ東京） - 高杉梅 役
  - 来世ではちゃんとします（2020年1月9日 - 3月26日）[8]
  - 来世ではちゃんとします2（2021年8月12日 - 9月30日）[9]
  - 来世ではちゃんとします お正月初夢SP（2022年1月1日）[10]
  - 来世ではちゃんとします3（2023年1月5日 - 3月23日）[11]
- だから私はメイクする 第3話・最終話（2020年10月22日・11月12日、テレビ東京） - 北郷兎咲 役[12]
- ルパンの娘 第2シリーズ 第7話・第8話 （2020年11月26日・12月3日、フジテレビ） - ナターシャ 役[13]
- FM999 999WOMEN'S SONGS（2021年3月26日 - 、WOWOWオンデマンド・WOWOWプライム） - 漁に出る女 役
- おいハンサム!!（2022年1月8日 - 2月26日、東海テレビ） - 渡辺 役[14]
  - おいハンサム!!2（2024年4月6日 - 5月25日）[15]
- 相棒 season20 第18話「詩集を売る女」（2022年3月9日、テレビ朝日） - マキ 役
- ちょい釣りダンディ (2022年7月5日 - 9月20日 、BSテレビ東京) - 七瀬いつき 役
- 夫の家庭を壊すまで（2024年7月8日 - 9月30日、テレビ東京） - 堀紗良 役[16]
- 西園寺さんは家事をしない 第7話 - 最終話（2024年8月20日 - 9月17日、TBSテレビ） - 橘エリサ 役[17]

### 映画
- 69 sixty nine（2004年7月10日） - 松井和子（レディ・ジェーン） 役
- ユモレスク 逆さまの蝶（2006年）
- 銀幕版 スシ王子! 〜ニューヨークへ行く〜（2008年4月19日） - ナエ 役
- 脳男（2013年2月9日） - 水沢ゆりあ 役
- カサブランカの探偵（2013年）
- THE NEXT GENERATION -パトレイバー-（2014年） - エカテリーナ・クラチェヴナ・カヌカエヴァ（カーシャ） 役
- ホットロード（2014年8月16日） - 宏子 役
- 海月姫（2014年12月27日） - まやや 役
- THE NEXT GENERATION -パトレイバー- 首都決戦（2015年） - エカテリーナ・クラチェヴナ・カヌカエヴァ（カーシャ） 役
- テラフォーマーズ（2016年4月29日） - 連城マリア 役[18]
- 君と100回目の恋（2017年2月4日） - 小原遥 役[19]
- 劇場版 ルパンの娘（2021年10月15日） - ナターシャ 役[20]
- 映画 おいハンサム!!（2024年6月21日） - 渡辺 役[15]

### Webドラマ
- テラフォーマーズ / 新たなる希望（2016年4月24日 - 、dTV） - 連城マリア 役

### 雑誌表紙
- nicola 表紙
- non-no 表紙
- mini 表紙
- Zipper 表紙
- Pretty Style 表紙
- SEDA 表紙
- JILLE 表紙
- FUDGE 表紙
- NYLON JAPAN 表紙
- PHaT PHOTO 表紙
- TATTOO girls 表紙
- Spoon 表紙
- 美的 表紙
- KIMONO姫 表紙
- ウエディングヘア&ビュー 表紙
- GDC Complete 06-07 表紙
- FIGARO JAPAN 表紙
- EYESCREAM 表紙
- marie claire 表紙
- WWD 表紙
- Girlie 表紙

### 写真集
- hotikiss2（2005年10月8日、プレビジョン、撮影：松田美由紀）ISBN 978-4107901910
- 月刊太田莉菜（2008年10月8日、新潮社 SHINCHO MOOK107、撮影：HIROMIX）ISBN 978-4107901910

### CM
- 資生堂
  - 「花椿」（2003年）
  - 「オードレシピ」（2005年）
- キユーピー「アヲハタジャム」（2005年）
- miumiu world wide campaign（2006年）
- イオン2011夏キャンペーン「Mizugi Majic」（2011年）
- KDDI「au PLAY SCREEN / 驚きを、常識に。」（2013年） - 栁俊太郎と共演
- サンエー・インターナショナル ナチュラルビューティーベーシック 2013年秋冬キャンペーン[21]

### 参加作品
- 映画『EX MACHINA -エクスマキナ-』サウンドトラック（2007年） - 細野晴臣プロデュース。太田は「LINA OHTA」として作詞も担当。
- 映画『セイジ -陸の魚-』イメージソング「サクリファイス」（2012年） - 「渋谷慶一郎 feat. 太田莉菜」としてヴォーカルで参加[22]。

## 受賞
- MTV STUDENT VOICE AWARD 2006「Best Teen Fashionista Award」